# وزارت محیط زیست (فنلاند)
وزارت محیط زیست (فنلاندی: ympäristöministeriö)، (سوئدی:miljöministeriet) یکی از ۱۲ وزارتخانه دولت فنلاند است. این وزارتخانه، مسئول تهیه امور حقوقی مربوط به جوامع، محیط‌های ایجاد شده، مسکن، تنوع زیستی و از آن برای استفاده پایدار از منابع طبیعی و حفاظت از محیط زیست در فنلاند استفاده می‌شود.
وزارت محیط زیست فنلاند تعداد ۲۵۰ نفر کارمند دارد.
شعبه اداری وزارت محیط زیست شامل مؤسسه محیط زیست فنلاند (SYKE) و مرکز مالی و توسعه مسکن فنلاند (ARA) است. وزارت محیط زیست در کادر وظایف و حیطه کار خود، مراکز توسعه اقتصادی، حمل و نقل و محیط زیست مراکز توسعه پایدار کشور را نیز تحت پوشش دارد. این وزارتخانه همچنین پارک‌ها و حیات وحش فنلاند را نیز راهنمایی و کمک مالی می‌کند.
فنلاند در سال ۱۹۸۳ وزارت محیط زیست را تأسیس کرد که در مقایسه با برخی از کشورها بسیار جلوتر است. در سال ۲۰۱۴، ادغام کردن وزارت محیط زیست با وزارت کشاورزی و جنگل‌داری به‌طور گسترده مورد بحث قرار گرفت. همچنین وزارت محیط زیست با وزارت ترافیک ادغام گردید. با این حال، پست این وزارتخانه به همراه پست وزیر کشاورزی و جنگل‌داری به کیمو تییلیکاینن داده شد. کایی میکانن از حزب ائتلاف ملی وزیر کنونی این وزارتخانه می‌باشد.